# Base aérienne de Gjadër
La base aérienne de Gjadër (code OACI : LAGJ) est un aéroport militaire situé à Gjadër, dans le comté de Lezhë, en Albanie. Elle se trouve au nord de la ville de Lezhë et est également connue sous le nom de base aérienne de Lezhë-Zadrima.
La base aérienne de Gjadër en Albanie est construite près d'une montagne pour permettre aux avions après l'atterrissage d'entrer dans un hangar souterrain. Les tunnels ont une capacité de stockage d'environ cinquante avions et du personnel. Comme l'aérodrome est situé à flanc de montagne, les pilotes doivent faire attention à ne pas tourner lors du décollage car ils peuvent s'écraser sur les flancs de la montagne.

## Situation
| \| 20 km1:1 568 000 \| Tirana Kukës Gjirokastër Korçë Saranda Shkodër Kuçova Gjadër Vlora |
| 20 km1:1 568 000                                                                          |

## Histoire
L'aérodrome a été construit pour minimiser la menace de l'entrée de l'armée de l'air yougoslave dans l'espace aérien albanais. Pour contrer tout avion yougoslave, l'avion le plus moderne, le F-7A, était basé ici. La construction de la base a commencé en 1969, mais en raison de sa complexité, elle n'a été achevée qu'au milieu des années 1970. Le premier avion à utiliser sa piste a atterri le 10 juillet 1973 et l'ouverture officielle a eu lieu le 15 mars 1974. Le régiment 5646 a été établi ici avec un escadron de F-6, mais en mai 1976, six FT-5 sont arrivés ici ainsi que l'escadron F-7A de Rinas. Le 16 octobre 1976, un deuxième escadron F-6 s'est déplacé vers la base depuis Kuçovë. L'unité d'origine a ensuite été rebaptisée 4010 Regt. La base a été utilisée au moins jusqu'en 1992, date à laquelle, le 9 septembre, un FT-5 de l'armée de l'air albanaise a failli s'écraser sur Gjadër. L'avion, piloté par Ismet Zervoi et Martin Bregu, a réussi à atterrir sur le ventre sur l'herbe à côté de la piste sans trop de dégâts.

### Opérations de la CIA
De février à avril 1994, la base a été utilisée par la CIA pour des missions d'espionnage sans pilote au-dessus de la Bosnie-Herzégovine et de la République fédérale de Yougoslavie, à l'aide de deux drones sans pilote Gnat-750 et d'une station de transmission par satellite au sol,,. Étant donné que l'un des deux Gnats originaux de la CIA s'est écrasé lors d'un essai aux États-Unis, l'un des deux Gnats opérationnels a été loué. L'opération n'a pas été un succès. Le Gnat-750 souffrait de nombreux bugs concernant la liaison de données et son utilisation était limitée par le mauvais temps. L'équipe a finalement été retirée. Le Gnat-750 n'avait pas d'antenne de liaison montante par satellite et était donc utilisé en conjonction avec un planeur à moteur Schweizer RG-8 comme substitut du relais de données de vol. Le RG-8 a une autonomie de vol de 8 heures, dont 6 heures sur 8 sont consacrées à l'aller et au retour du site de l'orbite relais. Bien que le Gnat-750 ait une autonomie de 24 à 30 heures, l'avion relais habité limite considérablement l'efficacité globale du système. Le RG-8 était auparavant utilisé par l'USCG. Les deux Gnats ont ensuite été équipés d'un capteur d'imagerie thermique et d'un package SIGINT amélioré et redéployés en Croatie en 1994, obtenant des performances nettement plus efficaces. Les activités de la CIA avec le Gnat-750 ont finalement reçu le nom de code Lofty View. En 1994, dix premiers vols ont été effectués, ce qui peut être qualifié d'échec. À l'été 1994, l'opération avait effectué 30 vols dont 12 ont été considérés comme réussis.

### Opérations militaires américaines
D'avril à novembre 1995, la base de Gjadër a hébergé des systèmes de drones Predator exploités par le bataillon de renseignement militaire de la compagnie Charlie de l'armée américaine (faible intensité), pour surveiller le conflit en Bosnie-Herzégovine. Quatre Predators démontés ont été transportés vers la base aérienne de Gjadër à bord d'un Hercules C-130. Les drones ont d'abord été assemblés et pilotés par du personnel civil sous contrat. Plus de 70 militaires américains du renseignement militaire ont été déployés. Les missions de collecte de renseignements ont débuté en juillet 1995. L'un des Predator a été perdu au-dessus de la Bosnie le 11 août 1995 ; un deuxième a été délibérément détruit le 14 août après avoir subi une panne de moteur au-dessus de la Bosnie, qui pourrait avoir été causée par des tirs terrestres hostiles. Son séjour initial de 60 jours sous le nom de code Opération Nomad Vigil a été prolongé à 120 jours. Au printemps suivant, en mars 1996, le système a été redéployé dans la région des Balkans et exploité à partir de Taszar, en Hongrie.

### Crise de 1997
Le 12 mars 1997, la base a été prise d'assaut par la population locale lors d'une révolte nationale contre le gouvernement albanais. Plusieurs bâtiments, dont la tour de contrôle, ont été détruits. Le 16 mars, les soldats abandonnent la base aérienne. Le manque de fonds a empêché la réparation de la base et les opérations de vol ont cessé en 2000. Il est aujourd'hui utilisé comme entrepôt de stockage pour les avions de chasse retirés du service. Aucun avion de l'armée de l'air albanaise n'y est basé en permanence.

## Tunnels

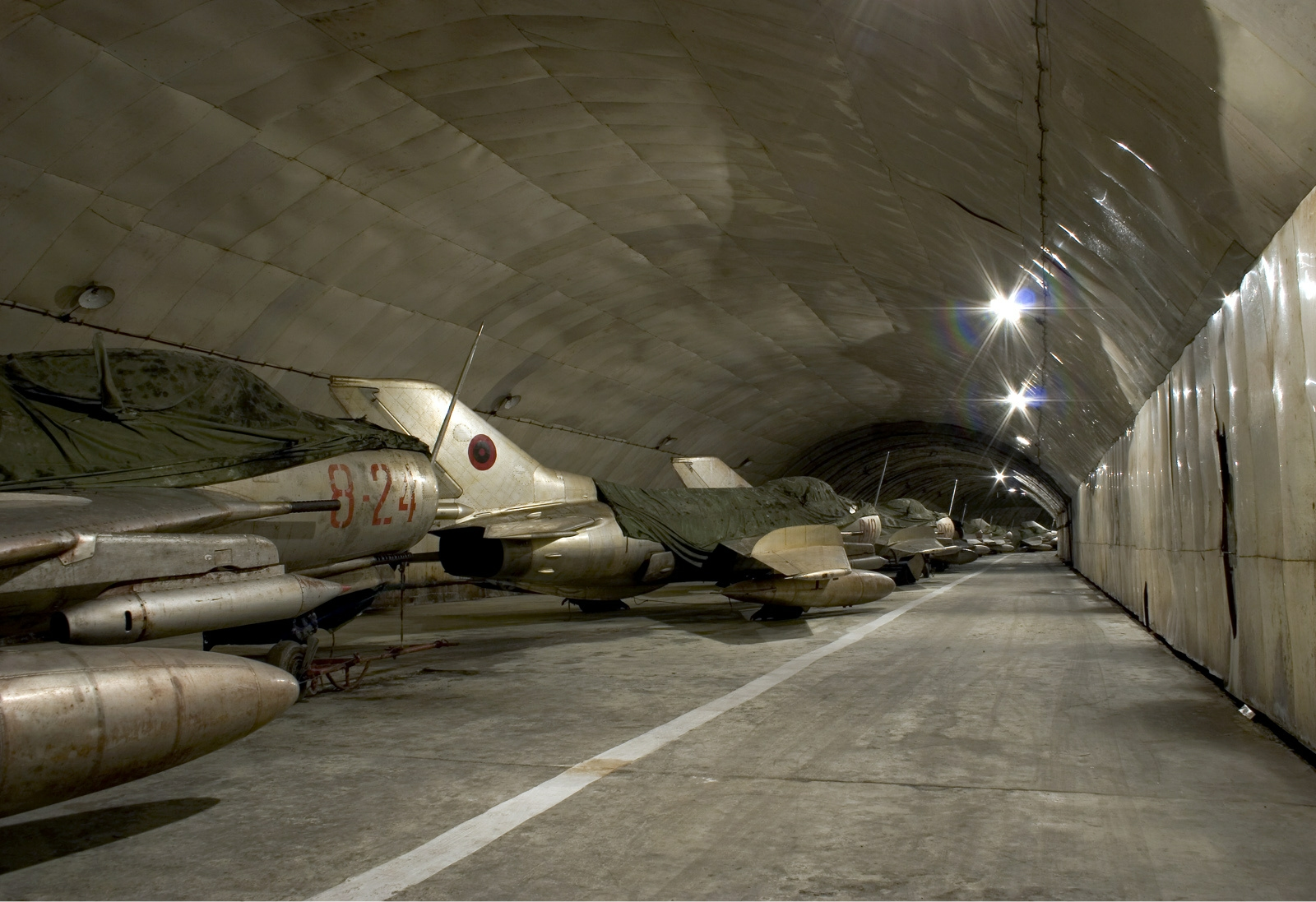
Vue du tunnel avec un Shenyang F-6 Lofting-1.

Une caractéristique de la base aérienne de Gjadër est la zone de stockage en montagne pour les avions avec deux entrées à côté des bâtiments de l'aérodrome, accessibles par une voie de circulation séparée d'environ 2 kilomètres de long à travers les champs agricoles, à l'ouest de la piste principale, de l'aire de dispersion et du complexe de pistes.